# مكافئ ميكانيكي للحرارة
في تاريخ العلم، ينص مصطلح المكافئ الميكانيكي للحرارة على أن الحركة والحرارة قابلة للتبادل، وأنه في كل حالة، فإن قدرًا معينًا من العمل سيولد نفس الكمية من الحرارة، على أن يتم تحويل العمل المنجز بالكامل إلى طاقة حرارية. كان المكافئ الميكانيكي للحرارة مفهومًا له دور مهم في تطوير وقبول الحفاظ على الطاقة وتأسيس علم الديناميكا الحرارية في القرن التاسع عشر.
عند تطبيق فرق كمون V على طرفي مقاومة R فانه يتم مرور تيار كهربائي في المقاومة فإذا كان ذلك لفترة زمنية t فإن جزيئات المادة تبذل عملا يضاد مرور التيار 
نتيجة بذل هذا العمل فإنه يتولد طاقة حرارية في المقاومة ويعرف مقدار العمل المبذول من قبل جزيئات المادة والذي يولد كمية من الحرارة مقدارها سعر واحد بمكافئ جول J .

## تاريخ النزاع بشأن الأولوية

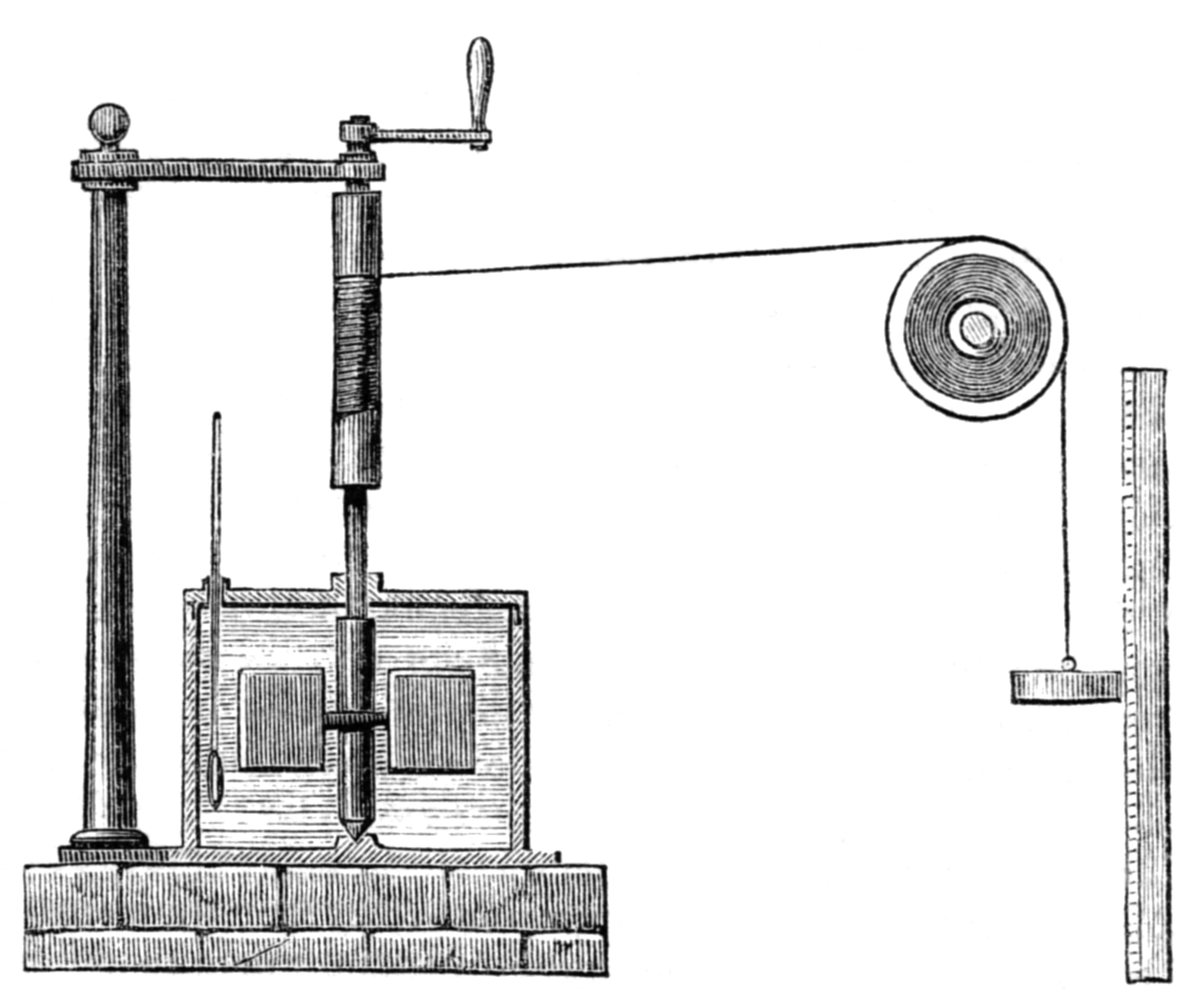
جهاز جول لقياس المكافئ الميكانيكي للحرارة حيث يتم تحويل " عمل " الوزن الساقط إلى " حرارة " التحريض في الماء.

لاحظ بنجامين طومسون، كونت رومفورد، حرارة الاحتكاك الناتجة عن تثقيب المدافع في ترسانة الأسلحة في ميونيخ، ألمانيا حوالي عام 1797. غمر رومفورد برميل مدفع في الماء ورتب لأداة التثقيب بشكل خاص. أظهر أنه يمكن غلي الماء في غضون ساعتين ونصف تقريبًا وأن الإمداد بالحرارة الاحتكاكية يبدو أنه لا ينضب.
بناءً على تجاربه، نشر «تحقيقًا تجريبيًا بشأن مصدر الحرارة الذي يثيره الاحتكاك»، (1798)، المعاملات الفلسفية للمجتمع الملكي ، ص. 102. قدمت هذه الورقة العلمية تحديًا كبيرًا لنظريات الحرارة الراسخة وبدأت ثورة القرن التاسع عشر في الديناميكا الحرارية. ألهمت التجربة عمل جيمس بريسكوت جول في أربعينيات القرن التاسع عشر. كانت قياسات جول الأكثر دقة حول التكافؤ محورية في تأسيس النظرية الحركية على حساب نظرية السعرات الحرارية. اقترح جوليوس روبرت فون ماير فكرة أن الحرارة والعمل متكافئان في عام 1842 في مجلة الفيزياء الألمانية الرائدة وبشكل مستقل من قبل جيمس بريسكوت جول في عام 1843، في مجلة الفيزياء البريطانية الرائدة. تم تنفيذ أعمال مماثلة بواسطة Ludwig A.Colding في 1840-1843، على الرغم من أن عمل كولدينج لم يكن معروفًا كثيرًا خارج وطنه الدنمارك.
كان للتعاون بين نيكولاس كليمان وسادي كارنو في عشرينيات القرن التاسع عشر بعض التفكير ذي الصلة بالقرب من نفس الخطوط. في عام 1845، فقد نشر جول بحثًا بعنوان «المكافئ الميكانيكي للحرارة»، حدد فيه قيمة عددية لمقدار العمل الميكانيكي المطلوب لإنتاج وحدة حرارة. على وجه الخصوص، جربت جول كمية العمل الميكانيكي الناتج عن الاحتكاك اللازم لرفع درجة حرارة رطل من الماء بمقدار درجة فهرنهايت واحدة ووجدت قيمة ثابتة تبلغ 778.24 قدمًا (4.1550 J · كال −1). أكد جول أن الحركة والحرارة يمكن تبادلهما بشكل متبادل وأنه في كل حالة، فإن قدرًا معينًا من العمل سيولد نفس القدر من الحرارة. ونشر Von Mayer أيضًا قيمة عددية للمكافئ الميكانيكي للحرارة في عام 1845، لكن طريقته التجريبية لم تكن مقنعة.
على الرغم من أن القيمة المعيارية 4.1860 تم إنشاء J · cal −1 في أوائل القرن العشرين، في عشرينيات القرن الماضي، وقد أدرك في النهاية أن الثابت هو ببساطة الحرارة النوعية للماء، وهي كمية تختلف باختلاف درجة الحرارة بين قيمتي 4.17 و 4.22 J · g −1 · ° C −1 . فكان التغيير في الوحدة نتيجة زوال السعرات الحرارية كوحدة في الفيزياء والكيمياء.
واجه كل من von Mayer و Joule إهمالًا ومقاومة مبدئيًا على الرغم من نشرهما في مجلات الفيزياء الأوروبية الرائدة، ولكن بحلول عام 1847، كان الكثير من العلماء البارزين في ذلك الوقت ينتبهون. نشر هيرمان هيلمهولتز في عام 1847 ما يعتبر إعلانًا نهائيًا للحفاظ على الطاقة. لقد تعلم هيلمهولتز من قراءة منشورات جول، على الرغم من أن هيلمهولتز جاء في النهاية إلى منح كل من جول وفون ماير الأولوية.
في عام 1847 أيضًا، قدم جول عرضًا ذو إقبال جيد في الاجتماع السنوي للجمعية البريطانية لتقدم العلوم. وكان من بين الحاضرين ويليام طومسون. كان طومسون مفتونًا ولكنه كان متشككًا في البداية. على مدى العامين التاليين، أصبح طومسون مقتنعًا بشكل متزايد بنظرية جول، واعترف أخيرًا بإدانته في الطباعة عام 1851، وفي الوقت نفسه نسب الفضل إلى فون ماير. تعاون طومسون مع جول، عن طريق المراسلة بشكل أساسي، وأجرى جول تجارب، وقام طومسون بتحليل النتائج واقتراح تجارب أخرى. استمر التعاون من 1852 إلى 1856. أدت نتائجها المنشورة إلى تحقيق قبول عام لعمل جول والنظرية الحركية.
ومع ذلك، في عام 1848، رأى فون ماير أوراق جول لأول مرة وكتب إلى أكاديمية العلوم الفرنسية لتأكيد الأولوية. نُشرت رسالته في Comptes Rendus وكان رد فعل جول سريعًا. سمحت علاقة طومسون الوثيقة بجول بالانجرار إلى الجدل. خطط الزوجان أن تعترف جول بأولوية فون ماير لفكرة المكافئ الميكانيكي ولكن تدعي أن التحقق التجريبي يقع في يد جول. انضم شركاء طومسون وزملاؤه وأقاربهم مثل ويليام جون ماكوورن رانكين وجيمس طومسون وجيمس كليرك ماكسويل وبيتر جوثري تايت لمناصرة قضية جول.
ومع ذلك، في عام 1862، ألقى جون تيندال، في واحدة من رحلاته العديدة في العلوم الشعبية والعديد من النزاعات العامة مع طومسون ودائرته، محاضرة في المعهد الملكي بعنوان On Force حيث نسب الفضل إلى فون ماير في تصور وقياس المكافئ الميكانيكي من الحرارة. ثار غضب طومسون وتايت، وحدث تبادل عام غير لائق للمراسلات في صفحات المجلة الفلسفية ، والكلمات الطيبة الأكثر شعبية. حتى أن تايت لجأ إلى الدفاع عن قضية كولدينج في محاولة لتقويض فون ماير.
على الرغم من أن تيندال سعت جاهدة في قضية فون ماير في الحرارة: A طريقة الحركة (1863) مع نشر السير هنري انفيلد روسكو الصورة ادنبره مراجعة المادة الحرارية حيوية في يناير كانون الثاني عام 1864، كانت مختومة سمعة جول في حين أن فون ماير دخلت فترة من غموض.

## لقراءة المزيد
- Foucault، L. (1854) “Equivalent mécanique de la chaleur. م. ماير، م.جول. ثابت حجم Chaleur spécifique des gaz sous. فيكتور ريجنولت ، مجلة ديبات بوليتيكس وآخرون ، الخميس 8 يونيو
- Lloyd, J.T. (1970). "Background to the Joule-Mayer Controversy". Notes and Records of the Royal Society. ج. 25 ع. 2: 211–225. DOI:10.1098/rsnr.1970.0030.